# تابريكت
تابريكت هي إحدى مقاطعات مدينة سلا الخمسة، أُحدثت كجماعة حضرية في عام 1992، ثم أصبحت مقاطعة تابعة لجماعة سلا الحضرية في عام 2003.

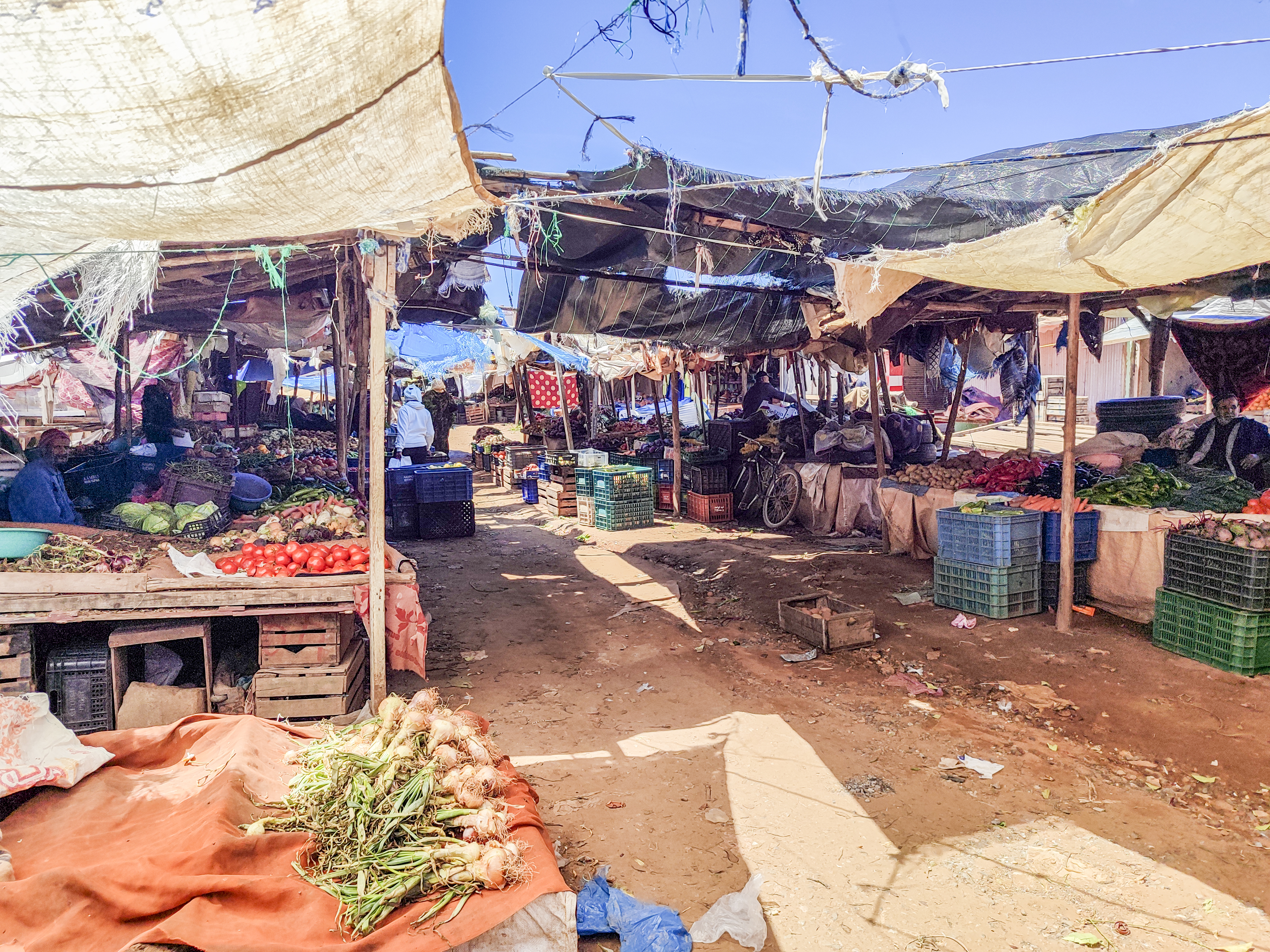
سوق بمقاطة تابريكت سنة 2024